# 下毛野国造
下毛野国造（しもみつけぬのくにのみやつこ・しもつけぬこくぞう・しもつけののくにのみやつこ・しもつけのこくぞう）は下毛野国を支配した国造。もと毛野国造で、仁徳天皇朝～孝徳天皇朝に上毛野国造と分裂した。

## 概要

### 表記
『古事記』では下毛野君、『日本書紀』、『先代旧事本紀』「国造本紀」では下毛野国造と表記される。

### 祖先
- 『古事記』によると、崇神天皇の皇子・豊木入日子命が上毛野、下毛野君等の祖とされる。
- 『日本書紀』によると、崇神天皇の皇子の豊城入彦命が東国統治を命じられ、上毛野国造や下毛野国造などの祖先になったという。また、その孫の彦狭嶋王が景行天皇朝に東山道十五国都督に任じられ、その子御諸別王も引き続き、善政を行ったという。
- 『先代旧事本紀』「国造本紀」によると、仁徳天皇朝に豊城入彦命の4世孫の奈良別が下毛野国造に任じられたという。

### 氏族
下毛野氏（しもつけのうじ、姓は君）。天武天皇13年（684年）に朝臣を賜った。延暦2年（783年）には降伏した蝦夷に下毛野姓が与えられた。

## 本拠
国造の本拠は小山市飯塚周辺か。

### 支配領域
国造の支配領域は当時下毛野国と呼ばれていた地域、後の那須国を除いた下野国と同じ領域で、現在の栃木県の南西部に当たる。
古代、香取海に注ぐ毛野川流域には、崇神天皇の皇子豊城入彦命を祖とする一大豪族が毛野国（けののくに）を形成し、大和朝廷においても強大な発言力を有していたが、その後毛野国は下毛野国と上毛野国（上野国）に分割された。古来より下毛野国は香取海に注ぐ毛野川流域であったが、利根川東遷事業により利根川に注ぐ毛野川流域地域となり、領域は現在の栃木県とほぼ同じである。

## 氏神
- 日光二荒山神社
栃木県日光市に鎮座する神社。祭神は国造祖の二荒山神（大己貴命、田心姫命、味耜高彦根命）。下野国一宮。
- 宇都宮二荒山神社
栃木県宇都宮市に鎮座する神社。祭神は国造祖の豊城入彦命ほか。下野国一宮。
- 赤城神社
栃木県佐野市に鎮座する神社。祭神は国造祖の彦狭嶋王。

## 子孫
- 下毛野古麻呂
飛鳥時代の官人。刑部親王・藤原不比等・粟田真人らとともに大宝律令を選定。
- 下毛野虫麻呂
奈良時代の学者。式部員外少輔。文章に優れていた。
- 下毛野年継
平安時代の官人。官奴正。従五位上。
- 下毛野公時
平安時代の武人。相撲使。藤原道長の随身。金太郎のモデルといわれる。
- 下毛野公忠
平安時代の武人。近衛舎人。藤原頼通の護衛。